# Moses Ingram
Moses Ingram (Baltimora, 6 febbraio 1994) è un'attrice statunitense.

## Biografia
Nata e cresciuta a Baltimora, ha studiato recitazione a Yale, laureandosi nel 2019. A poche settimane dalla laurea è stata scelta per interpretare Jolene ne La regina degli scacchi, un ruolo che le è valso una candidatura al Premio Emmy per la miglior attrice non protagonista in una miniserie, serie antologica o film televisivo. 
Nel 2021 ha esordito al cinema interpretando Lady Macduff in Macbeth, mentre nel 2022 ha interpretato Reva Sevander (la Terza Sorella) in Obi-Wan Kenobi. Per la sua interpretazione ha vinto il Black Reel Award e il Saturn Award per la miglior attrice non protagonista; tuttavia, ha ricevuto anche centinaia di insulti razzisti online e minacce di morte, tali che sia la Disney che il collega Ewan McGregor sono intervenuti in sua difesa. Nel 2024 ha recitato nel film The End e nella miniserie La donna del lago in ruoli da protagonista.

## Filmografia

### Cinema
- Macbeth (The Tragedy of Macbeth), regia di Ethan Coen (2021)
- The Same Storm, regia di Peter Hedges (2021)
- Ambulance, regia di Michael Bay (2022)
- All Dirt Roads Taste of Salt, regia di Raven Jackson (2023)
- The End, regia di Joshua Oppenheimer (2024)

### Televisione
- La regina degli scacchi (The Queen's Gambit), regia di Scott Frank – miniserie TV, 4 puntate (2020)
- Obi-Wan Kenobi, regia di Deborah Chow – miniserie TV, 6 puntate (2022)
- The Big Cigar, regia di Jim Hecht – miniserie TV, 3 puntate (2024)
- La donna del lago (Lady in the Lake), regia di Alma Har'el – miniserie TV, 7 puntate (2024)

## Riconoscimenti
- Black Reel Awards
  - 2022 - Miglior attrice non protagonista in una miniserie o film TV per Obi-Wan Kenobi
- Premio Emmy
  - 2021 - Candidatura per la miglior attrice non protagonista in una miniserie o film per La regina degli scacchi
- Saturn Award
  - 2022 - Miglior attrice non protagonista in una serie televisiva (streaming) per Obi-Wan Kenobi

## Doppiatrici italiane
Nelle versioni in italiano delle opere in cui ha recitato, Moses Ingram è stata doppiata da:
- Giulia Franceschetti ne La regina degli scacchi, Obi-Wan Kenobi, La donna del lago
- Alessia Amendola in Macbeth
- Paola Majano in Ambulance
- Vanina Marini in The Big Cigar
- Elena Perino in The End